# Viccom
Viccom est un groupe d'entreprises fondé en novembre 1991 et disparu en 2000, qui a exercé son activité dans le domaine du développement de jeux vidéo. 

## Description
Viccom était un groupe de petites entreprises sud-coréennes. Viccom, en elle-même, développait les jeux vidéo, Vicco distribuait le Neo-Geo MVS dans les salles d'arcade, Vic A éditait les jeux pour Neo-Geo AES. Les filiales firent faillite en 1998, tandis que Viccom déposa le bilan en 2000.

## Liste de jeux
Viccom a créé très peu de jeux :
- Fight Fever sur Neo-Geo MVS
- The Eye of Typhoon sur 3DO et DOS (également sous prototype pour Neo-Geo MVS).
- MVP-reul Mandeulja - Windows (prototype)